# Proliferobasidium
Proliferobasidium är ett släkte av svampar. Proliferobasidium ingår i familjen Brachybasidiaceae, ordningen Exobasidiales, klassen Exobasidiomycetes, divisionen basidiesvampar och riket svampar.
|                   | Kordyana                                       |
|                   |                                                |
|                   | Dicellomyces                                   |
|                   |                                                |
| Proliferobasidium | \| \| Proliferobasidium heliconiae \| \| \| \| |
|                   | \| \| Proliferobasidium heliconiae \| \| \| \| |
|                   | Brachybasidium                                 |
|                   |                                                |
|                   | Proliferobasidium heliconiae                   |
|                   |                                                |

|  | Proliferobasidium heliconiae |
|  |                              |